# Варненська та Велико-Преславська єпархія
Варненська та Велико-Преславська єпархія (болг. Варненска и Великопреславска епархия);  — єпархія автокефальної Православної церкви Болгарії на території Варненської області і Тирговіштського округу Разградської області; катедральне місто — Варна, архієрейські намісництва знаходяться в містах — Шумен, Провадія, Добрич і Тирговиште.
Загальна кількість парафій у єпархії — 330.

## Історія
Варна вважається апостольською катедрою. Є згадки про проповідь апостола Андрія Первозванного у цих землях. Він же постановив єпископом в Одіссі (нинішня Варна) свого учня Амплія.
Згадки про місцеву єпископську кафедру збереглися від III — початку IV століття. Наприкінці VI-початку VII століття вона мала статус автокефальної архієпископії, потім увійшла до складу Константинопольського Патріархату. У VII столітті Одісс був спалений і спустошений аварами. На його місці невдовзі виникло болгарське поселення під назвою Варна.
Церковна організація була відроджена в IX-X століттях. Область входила до складу Болгарської церкви. На початку XIII століття, після завоювань царя Калояна, ці землі увійшли до складу Преславської єпархії Тирновського Патріархату. Після відновлення тут влади Східно-Римської імперії Варна повернулася в підпорядкування Константинопольської Церкви. Імена Варненських митрополитів відомі з початку XIV століття.
До 1871 в єпархію входили Варненський, Балчікський, Мангалійський, Добричський і Провадійський округи, а також 3 монастирі на узбережжі (Димитріївський, Костянтинівський і Тузленський поблизу Балчика).
Після проголошення самостійного Болгарського екзархату, Перші болгарські церковно-народні збори 1871 ухвалили приєднати Варненську єпархію до Преславської. Спочатку кафедра цієї об'єднаної єпархії перебувала в Шумені, але наприкінці 1878 митрополит Симеон переніс кафедру до Варни і став титулуватися митрополитом Варненським.
У зв'язку з розмежуванням Болгарії та Східної Румелії за Берлінським конгресом в 1878, низка територій була передана Румунії і увійшов до Румунської церкви.
Під час тривалого єпископства владики Симеона у Варненській єпархії Болгарської Церкви — до 1937, з ініціативи митрополита засновано кілька училищ, духовних шкіл і народних гімназій. Н
Активно велося храмобудівництво — близько половини церков, що існували в єпархії на початку XXI століття було побудовано саме в той час. При наступному митрополиті Йосифі продовжені соціальні проекти через православні братства, число яких виросло з 10 до 27. При храмах відкрилося багато безкоштовних їдалень для дітей.

## Єпископи
- Апостол Амплій

### Варненські митрополити Вселенської патріархії
- Матей (згадуваний у рукописній збірці 13 століття)
- Методій (1325)
- Маркел (1327)
- Методій (1347)
- Алексій (1373-1380)
- Гавриїл (1469)
- Каліст (1483–1484)
- Гавриїл (1565)
- Партеній (1568)
- Акакій (1572-1594)
- Теоліпт (червень 1601-1605)
- Матей (12 січня 1605-1606)
- Мелетій (15 березня 1606 -?)
- Митрофан (1622)
- Порфирій (1624)
- Партеній (червень 1624-1635)
- Мелетій (7 квітня 1635-1637)
- Агатангел (квітень 1637 -?)
- Мелетій (? — 1639)
- Парфеній (грудень 1639 -?)
- Мелетій (1649)
- Антим (11 серпня 1649-1655)
- Даниїл I (травень 1655-1657)
- Даниїл II (липень 1657-1658)
- Никодим (20 червня 1658-1662)
- Митрофан (11 червня 1662-1674)
- Макарій (15 серпня 1674 -?)
- Серафим (?-?)
- Лев (?-?)
- Григорій (1698)
- Кирило (1712)
- Калиник (1713-1723)
- Атанасій (1726-1727)
- Панкратій (згадуваний 1734))
- Йоаким (липень 1742-1754)
- Калиник (вересень 1754-1761)
- Неофіт (8 жовтня 1761-1783)
- Филотей (вересень 1783-1797)
- Григорій I (лютий — квітень 1797)
- Григорій II (квітень 1797-1800)
- Паїсій (вересень 1800-1806, страчений османською владою 1821)
- Хрисант (жовтень 1806-1817)
- Захарія (червень 1817–1820)
- Филофей (січень 1821-1830)
- Калиник (серпень 1830-1835)
- Йосиф (лютий 1835-1846)
- Аверкій (жовтень 1846-1847)
- Порфирій (5 березня 1847-1864)
- Йоаким (10 грудня 1864-1874)
- Калиник IV (12 січня 1874-1875)
- Кирил (22 березня 1875-1882)
- Калиник V (Палеокрасас) (27 листопада 1882-1887)
- Гавриїл (15 жовтня 1887-1889)
- Григорій (10 жовтня 1889-1891)
- Александар (5 лютого 1891-1891)
- Полікарп (1 серпня 1891-1906)
- Неофіт (27 квітня 1906-1911)
- Йоан (15 лютого 1911–1913)
- Никодим (18 червня 1913 — 24 травня 1924)

### Преславські єпископи Вселенської патріархії
- Григорій (згадуваний 1578)[1]
- Спиридон (згадуваний у травні 1590)[2]
- Григорій (згадуваний 4.11.1620 г.)[2]
- Калиник Преславський (згадуваний 1623, 1630, 1636[2] и в 1643 г.[3])
- Нектарій (обраний 15 грудня 1680)[4]
- Софроній[4]
- Никофор (згадуваний 1720)[5]
- Хрисант (згадуваний 1733—1734 г.)[6]
- Партеній (помер 1747)[4]
- Гедеон (обраний 09 листопада 1747,[4] споменат в 1762[7] и 1765 г.,[8] починал през 1780 г.[9])
- Неофіт (помер 1809[10])
- Антим (згауваний 1829 г.,[11] преместен в 1831 г.[4])
- Григорій (обраний 1831, відсторонений 1833)[4]
- Герасим (обраний 1833, переміщений 1840)[4]
- Порфирій (обраний 1840, переміщений 1847)[12]
- Діонісій Візантійський (обраний 1847, переміщений 1850)[13]
- Веніамін (обраний 17 грудня 1850, пішов із єпархії 1861)[13]
- Антим І (обраний 23.05.1861, переміщений 13.04.1868)[13]
- без намісника 1872.

### Варненські та Преславські митрополити Болгарської Православної Церкви
- Симеон Варненський (1872—1937)
- Йосиф Варненський і Преславський (1937—1988)
- Кирил Варненський і Великопреславський (1989—2013)
- Амвросій (Парашкевов) (2013 — тимчасово)
- Йоан Варненський і Великопреславський (2013-)

### Монастирі
- Монастир Святого Атанаса — село Оброчище;
- Аладжанський Свято-Троїцький монастир — місто Варна;
- Патлейнський Пантелеймонів монастир — місто Великий Преслав;
- Златарський Петро-Павлівський монастир — село Златар;
- Монастир святих Костянтина та Єлени — місто Варна;
- Велико-Преславський Кирило-Методієвський монастир — місто Великий Преслав;
- Монастир Святого Іоанна Рільського — село Черни Врах;
- Монастир Святої Марини — село Ботево;
- Александрійський Свято-Іллінський монастир — село Александрія;
- Монастир Різдва Пресвятої Богородиці — місто Сотира;
- Монастир Святої Великомучинеці Катерини — село Балґарево.